# Trichiotinus assimilis
Trichiotinus assimilis är en skalbaggsart som beskrevs av Kirby 1837. Trichiotinus assimilis ingår i släktet Trichiotinus och familjen Cetoniidae. Inga underarter finns listade i Catalogue of Life.

## Bildgalleri

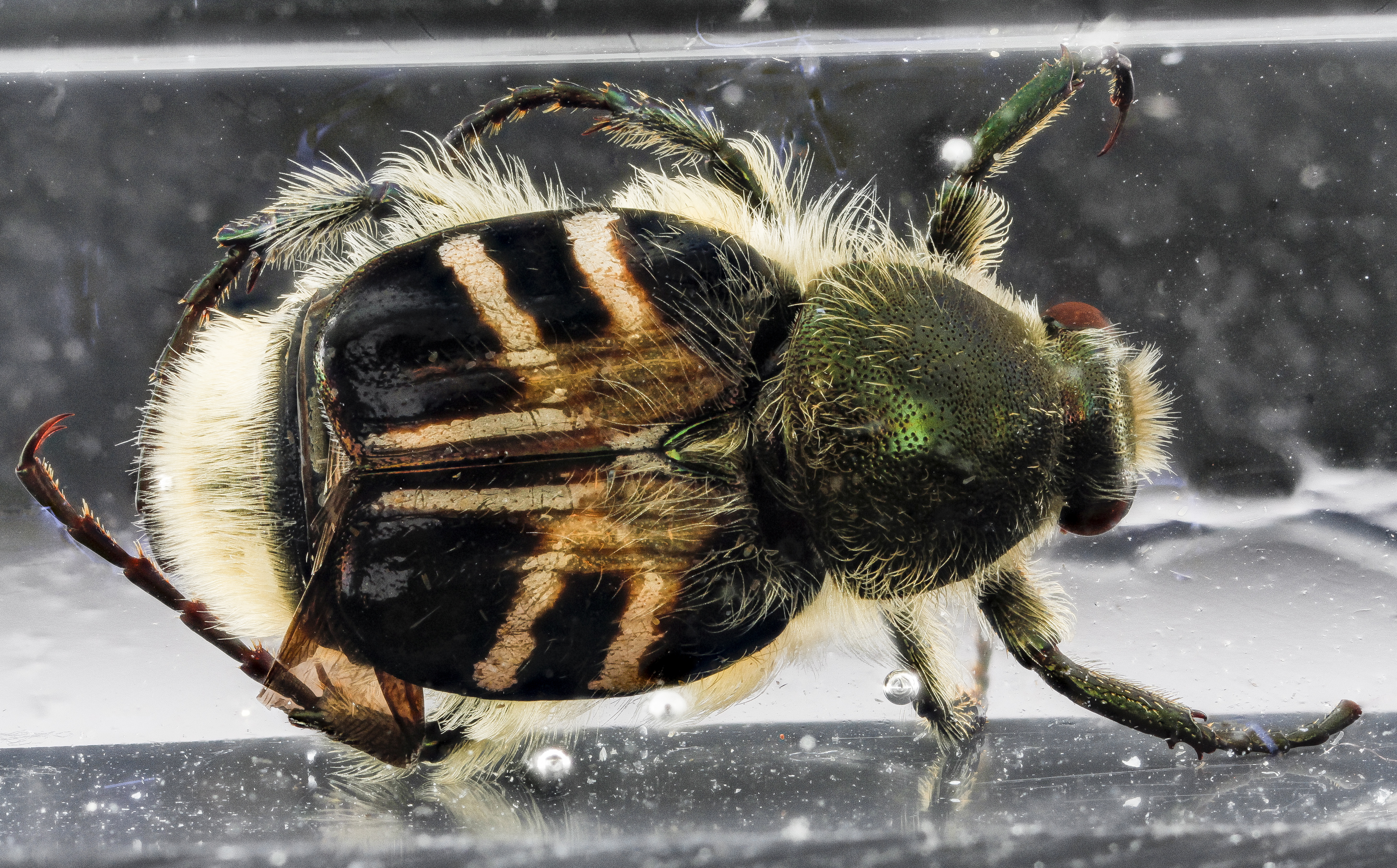
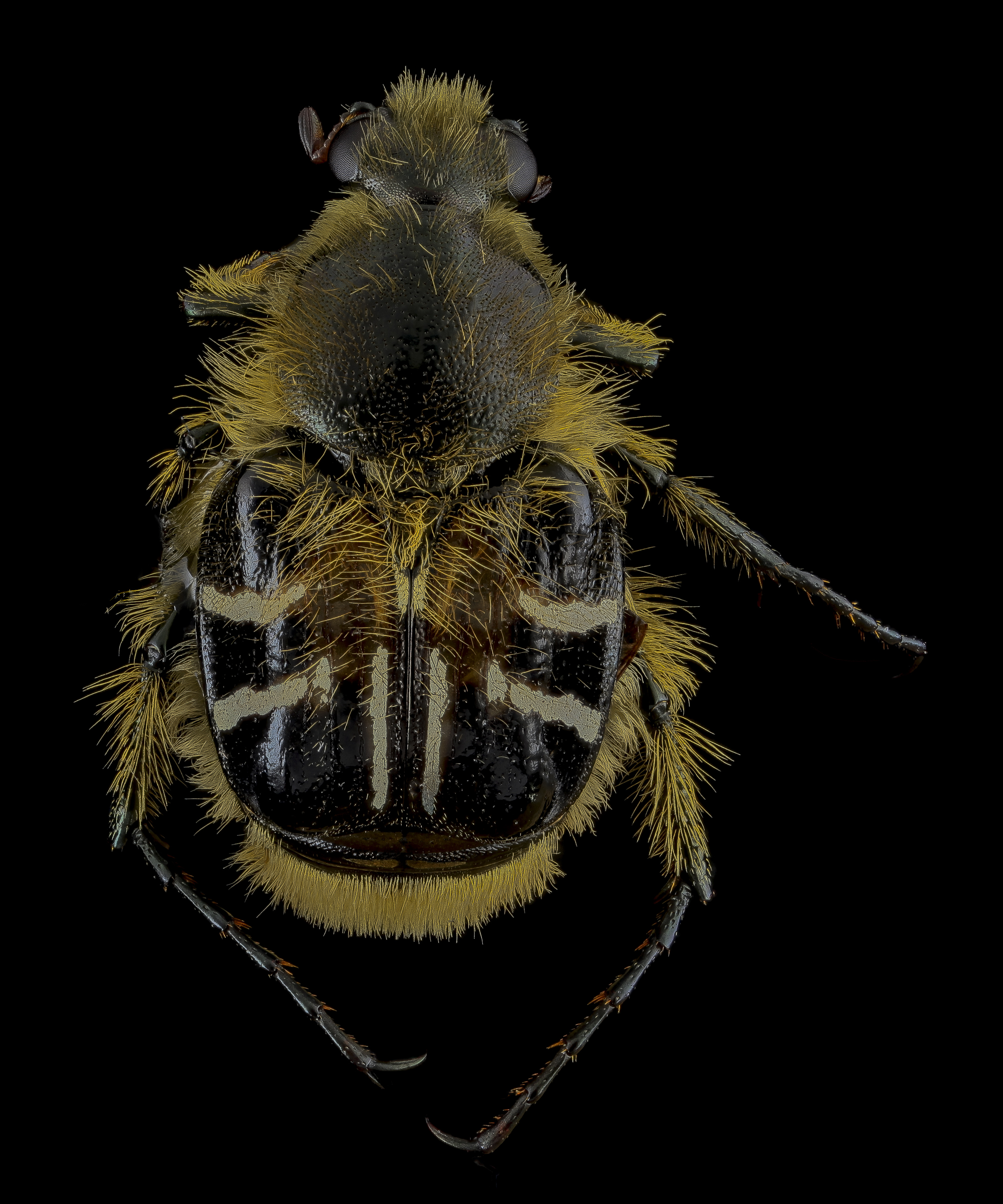
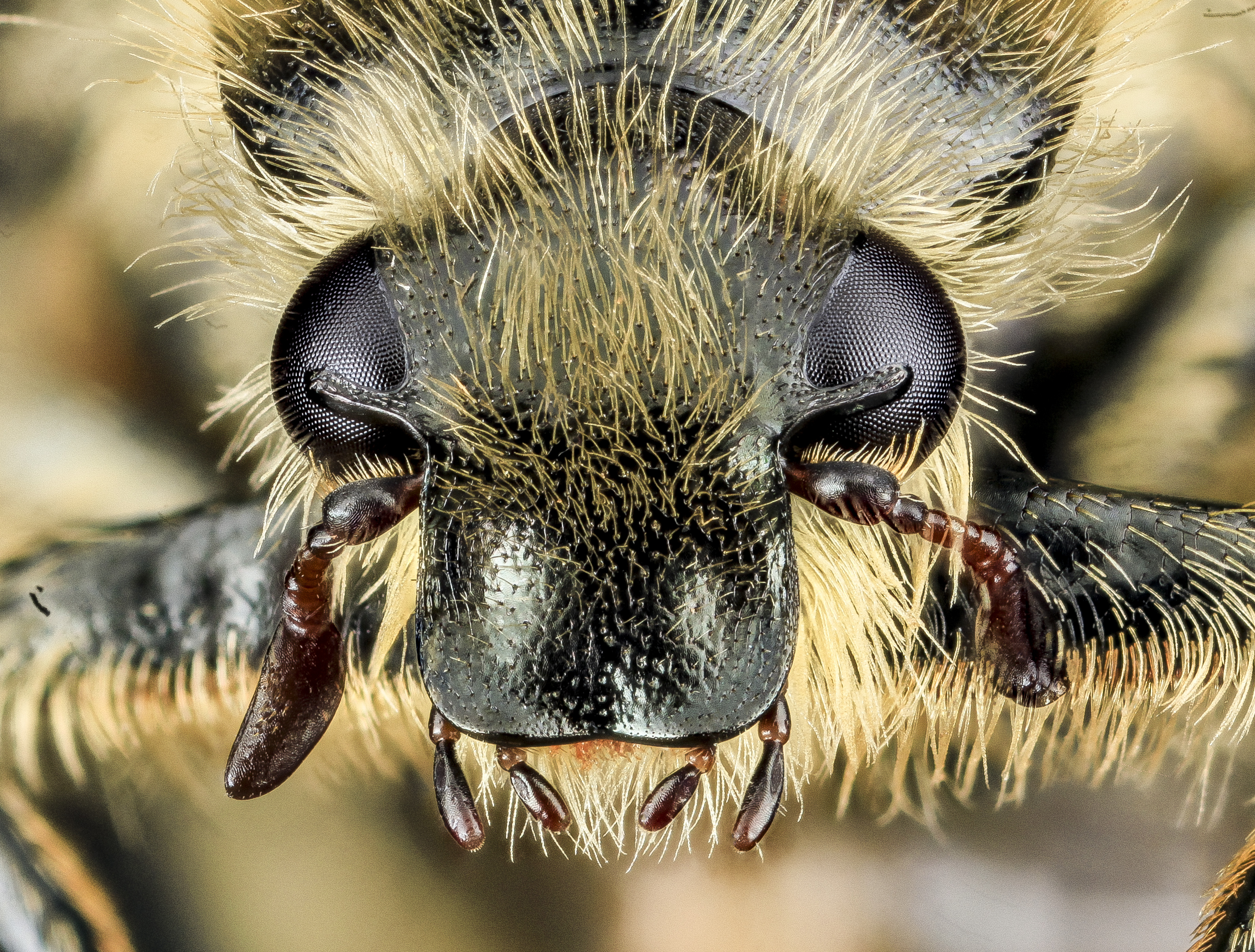
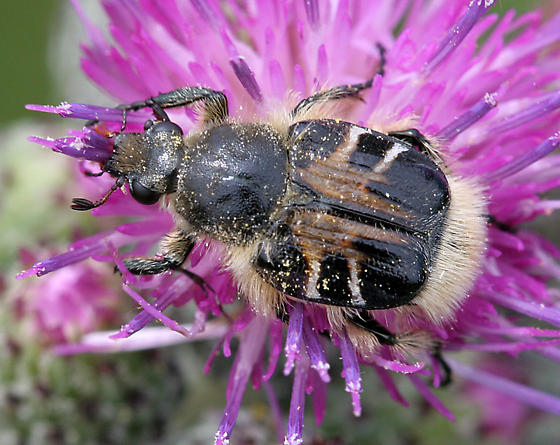